# Cheiridopsis purpurea
Cheiridopsis purpurea är en isörtsväxtart som beskrevs av L. Bol. Cheiridopsis purpurea ingår i släktet Cheiridopsis och familjen isörtsväxter. Inga underarter finns listade i Catalogue of Life.